# Kōta Ueda
Kōta Ueda (japanisch 上田 康太 Ueda Kōta; * 9. Mai 1986 in Ōme, Präfektur Tokio) ist ein ehemaliger japanischer Fußballspieler.

## Karriere
Ueda erlernte das Fußballspielen in den Jugendmannschaften von Tokyo Verdy, Kashiwa Reysol und Júbilo Iwata. Bei Júbilo Iwata unterschrieb er 2005 auch seinen ersten Profivertrag. Der Verein aus Iwata, einer Stadt in der Präfektur Shizuoka, spielte in der höchsten Liga des Landes, der J1 League. 2010 gewann er mit dem Verein den J.League Cup. Für Iwata absolvierte er 118 Erstligaspiele. 2011 wechselte er nach Ōmiya-ku zum Ligakonkurrenten Omiya Ardija. Die Saison 2014 wurde er an den Zweitligisten Fagiano Okayama ausgeliehen. Für den Verein stand er 35-mal in der zweiten Liga auf dem Spielfeld. 2015 nahm ihn sein ehemaliger Verein Júbilo Iwata, der mittlerweile in der zweiten Liga spielte, wieder unter Vertrag. 2015 wurde er mit dem Verein Vizemeister der und stieg wieder in die erste Liga auf. Nach insgesamt 57 Ligaspielen verpflichtete ihn 2018 sein ehemaliger Verein, der Zweitligist Fagiano Okayama. Hier unterschrieb er einen Dreijahresvertrag. 2021 ging er zum ebenfalls in der zweiten Liga spielenden Tochigi SC. Für den Verein aus Utsunomiya absolvierte er elf Zweitligaspiele. Im Januar 2022 wechselte er in die vierte Liga, wo er sich in Tokio dem Criacao Shinjuku anschloss. Nach 46 Ligaspielen beendete er nach der Saison 2023 seine Karriere als Fußballspieler.

## Erfolge
Júbilo Iwata
- Japanischer Ligapokalsieger: 2010